# السفينة كانكو مارو
{{معلومات سفينة|اسم=كانكو مارو|صورة=[[ملف:Kankō Maru in yokohama japan side.jpg|نوع=بارجة شراعية بثلاثة صواري، مزودة بمحرك بخاري جانبي|الإزاحة=781 طن|الطول=66.8 متر|العرض=8 متر|الغاطس=4.2 متر|الدفع=محرك بخاري يعمل بالفحم بقوة 150 حصان، يدير عجلات مجداف جانبية|السرعة=غير محددة|التسليح=6 مدافع تحميل من الفوهة|الطاقم=غير محدد|الخدمة=1855–1876|المصير=تم تفكيكها عام 1876}}
كانكو مارو (بالإنجليزية: Kankō Maru) (باليابانية: 観光丸) كانت أول سفينة حربية يابانية تعمل بالبخار. قُدمت كهدية إلى شوغونية توكوغاوا خلال فترة باكوماتسو من قبل الملك ويليام الثالث ملك هولندا، وذلك لدعم جهود يانوس هنريكوس، رئيس شركة الهند الشرقية الهولندية في اليابان، في إقامة علاقات دبلوماسية رسمية وفتح الموانئ اليابانية أمام السفن التجارية الهولندية.

## الخلفية
منذ أوائل القرن السابع عشر، اتبعت شوغونية توكوغاوا سياسة العزلة، حيث اقتصرت التجارة الخارجية على الهولنديين والصينيين، وكانت تتم حصريًا في ناغازاكي تحت احتكار حكومي صارم. لم يُسمح للأجانب بدخول اليابان، ولم يُسمح لليابانيين بالسفر إلى الخارج. في يونيو 1635، صدر قانون يحظر بناء السفن الكبيرة القادرة على الإبحار في المحيطات. ومع ذلك، بحلول أوائل القرن التاسع عشر، بدأت هذه السياسة تواجه تحديات متزايدة. في عام 1844، أرسل الملك ويليام الثاني ملك هولندا رسالة يحث فيها اليابان على إنهاء سياسة العزلة طوعًا قبل أن تُفرض عليها التغييرات من الخارج.
بعد زيارة القائد البحري الأمريكي ماثيو بيري في يوليو 1853، اندلع نقاش حاد داخل الحكومة اليابانية حول كيفية التعامل مع التهديد غير المسبوق للعاصمة الوطنية. وكان هناك إجماع عام على ضرورة اتخاذ خطوات فورية لتعزيز الدفاعات الساحلية لليابان. تم إلغاء القانون الذي يحظر بناء السفن الكبيرة، واتخذت العديد من الإقطاعيات خطوات فورية لبناء أو شراء سفن حربية. ومع ذلك، كانت السفن التي تم إنتاجها داخل اليابان تعتمد على تصاميم قديمة، وكانت بالفعل قديمة الطراز عند اكتمالها. كانت الحاجة إلى سفن حربية تعمل بالبخار لمضاهاة "السفن السوداء" الأجنبية مسألة ملحة، وتوجهت شوغونية توكوغاوا إلى الهولنديين لتزويدهم بمثل هذه السفن.
نظرًا لأن بناء أو شراء السفن من الخارج سيستغرق وقتًا، طلب دونكر كورشيوس تقديم إحدى السفن الحربية التابعة للبحرية الملكية الهولندية المتمركزة في جزر الهند الشرقية الهولندية كهدية للحكومة اليابانية.

## التصميم
كانت كانكو مارو سفينة شراعية بثلاثة صواري من نوع "جاكاس بارك"، مزودة بمحرك بخاري يعمل بالفحم بقوة 150 حصان يدير عجلات مجداف جانبية. بلغ طولها الإجمالي 66.8 مترًا، وإزاحتها 781 طنًا. كانت مسلحة بستة مدافع تحميل من الفوهة.

## التاريخ التشغيلي
تم تعيين كانكو مارو كسفينة تدريب لمركز التدريب البحري الجديد في ناغازاكي، تحت إشراف ناغاي ناويوكي. في ذلك الوقت، قدم 22 بحارًا هولنديًا، بما في ذلك الملازم جي. سي. سي. بيلس رايكن، التدريب، واستمر هذا التدريب تحت إشراف الملازم هـ. فان كاتينديك الذي وصل إلى اليابان على متن السفينة كانرين مارو. كانت هذه أول مرة يتلقى فيها اليابانيون تدريبًا عسكريًا رسميًا من الهولنديين.
ثم تم نقلها إلى مركز التدريب البحري الجديد في إيدو في أبريل 1857، مع طاقم ياباني فقط مكون من 103 طلاب.
بعد استعادة مييجي، تم الاستيلاء عليها من قبل حكومة مييجي في 28 أبريل 1868 وأصبحت واحدة من أولى سفن البحرية الإمبراطورية اليابانية الناشئة. ظلت متمركزة في أكاديمية البحرية الإمبراطورية اليابانية في تسوكيجي حتى تم تفكيكها في عام 1876.

## النسخة المتماثلة
تم بناء نسخة طبق الأصل من كانكو مارو في أحواض بناء السفن فيرولمي في هولندا عام 1987 استنادًا إلى الخطط الأصلية لسفينة سومبينغ المحفوظة في المتحف البحري الوطني في أمستردام. تم استخدامها كسفينة سياحية في منتزه هايس تن بوش الترفيهي في ساسيبو، ناغازاكي، وقد أبحرت على طول الساحل الياباني منذ ذلك الحين. تتطلب السفينة طاقمًا مكونًا من 14 شخصًا، ويمكنها حمل ما يصل إلى 300 راكب في رحلات يومية قصيرة.

## مشروع المركبة الفضائية
كانكو مارو هو أيضًا اسم لمفهوم مركبة فضائية يابانية مقترحة للسياحة الفضائية.

## روابط خارجية
- Soembing/Kanko Maru

- (2008) Western entrepreneurs and the opening of Japanese ports (c. 1858-1868)